# Amigo (David Ball)
Amigo è un album del cantante americano David Ball, pubblicato nel 2001 con l'etichetta Dualtone Records.

## Tracce
1. Amigo – 3:12 (David Ball, Kostas)
2. Missing Her Blues – 3:46 (Ball, Luke Reed)
3. She Always Talked About Mexico – 3:40 (Ball, Wood Newton)
4. Riding with Private Malone – 4:35 (Newton, Thomas Shepherd)
5. Whenever You Come Back to Me – 3:38 (Ball, Allen Shamblin)
6. Loser Friendly – 3:41 (Paul Craft, Michael McGrew, Newton)
7. Linger Awhile – 3:19 (Harry Owens, Vincent Rose)
8. Trying Not to Love You – 3:42 (Merle Haggard)
9. New Shiner Polka – 2:47 (Ball)
10. Texas Echo – 3:16 (Ball)
11. Swing Baby – 2:16 (Ball, Newton)
12. Just Out of Reach – 3:46 (V. F. Stewart)
13. When the Devil Wants to Wrestle – 3:48 (Ball)

Durata totale: 45:26

## Formazione
- Audrey Ball – coro
- David Ball – voce solista, coro, chitarra acustica
- Vince Barranco – batteria, percussioni
- Chris Carmichael – violino
- Dan Frizsell – basso
- Stephen Hill – coro
- Randy Khors – coro
- Steve Larios – steel guitar, armonica
- Scott Miller – tromba
- Kim Morrison – coro
- Legno Newton – coro
- Billy Panda – chitarra acustica, chitarra elettrica
- Kenny Sears – violino
- Joe Spivey – violino
- Jeff Taylor – pianoforte, fisarmonica